# 비안다인로
비안다인로(Biandain-ro)는 경상북도 의성군 비안면 용남리 용천 교차로와 다인면 용곡리 서릉 교차로를 잇는 경상북도의 도로이다. 전 구간 국도 제28호선에 속한다.

## 연혁
- 2016년 12월 21일 : 다인 ~ 비안간 도로 2공구(의성군 다인면 삼분리 ~ 비안면 이두리) 12.6 km 구간 확장 개통[1], 기존 12.4 km 구간 폐지[2]
- 2018년 12월 20일 : 다인 ~ 비안간 도로 1공구(의성군 다인면 덕미리 ~ 삼분리) 10.94 km 구간 확장 개통[3], 기존 10.88 km 구간 폐지[4]
- 2019년 2월 18일 : 비안다인로로 명명

## 주요 경유지
경상북도
- 의성군 (비안면 · 안계면 · 단북면 · 다인면)

## 노선
| 이름                                              | 접속 노선                              | 소재지        | 소재지        | 비고                                         |
| 서부로와 직결                                     | 서부로와 직결                          | 서부로와 직결 | 서부로와 직결 | 서부로와 직결                                |
| ------------------------------------------------- | -------------------------------------- | ------------- | ------------- | -------------------------------------------- |
| 용천 교차로                                       | 서부로                                 | 의성군        | 비안면        | 국도 제28호선 구간                           |
| 용남교                                            |                                        | 의성군        | 비안면        | 국도 제28호선 구간                           |
| 용남 교차로                                       | 서부로 거북이길 외남길                 | 의성군        | 비안면        | 국도 제28호선 구간                           |
| 교촌교                                            |                                        | 의성군        | 안계면        | 국도 제28호선 구간                           |
| 교촌 교차로                                       | 서부로 교화길                          | 의성군        | 안계면        | 국도 제28호선 구간                           |
| 석정천교 위양2교 위양천교 위양1교 용기교 토매천교 |                                        | 의성군        | 안계면        | 국도 제28호선 구간                           |
| 용기 교차로                                       | 지방도 제912호선 (안신로)              | 의성군        | 안계면        | 국도 제28호선 구간                           |
| 양곡천교 시안교                                   |                                        | 의성군        | 안계면        | 국도 제28호선 구간                           |
| 정안교                                            |                                        | 의성군        | 단북면        | 국도 제28호선 구간                           |
| 정안 교차로                                       | 30호선 서산영덕고속도로 서부로 삼분2길 | 의성군        | 단북면        | 국도 제28호선 구간 서의성 나들목과 간접 연결 |
| 삼분 교차로                                       | 서부로 문암길                          | 의성군        | 다인면        | 국도 제28호선 구간                           |
| 신락 교차로                                       | 서부로 신락3길                         | 의성군        | 다인면        | 국도 제28호선 구간                           |
| 외정교                                            |                                        | 의성군        | 다인면        | 국도 제28호선 구간                           |
| 외정 교차로                                       | 서부로 외정길                          | 의성군        | 다인면        | 국도 제28호선 구간                           |
| 고락교                                            |                                        | 의성군        | 다인면        | 국도 제28호선 구간                           |
| 가원 교차로                                       | 서부로 송호1길                         | 의성군        | 다인면        | 국도 제28호선 구간                           |
| 시말교 새내2교                                    |                                        | 의성군        | 다인면        | 국도 제28호선 구간                           |
| 송호졸음쉼터                                      |                                        | 의성군        | 다인면        | 국도 제28호선 구간 다인 방향                 |
| 심천교 도암교                                     |                                        | 의성군        | 다인면        | 국도 제28호선 구간                           |
| 도암 교차로                                       | 지방도 제923호선 (자미로)              | 의성군        | 다인면        | 국도 제28호선 구간                           |
| 서릉 교차로                                       | 국도 제59호선 (서부로)                 | 의성군        | 다인면        | 국도 제28, 59호선 구간                       |
| 서부로와 직결                                     |                                        |               |               |                                              |